# Möllebanan
Möllebanan eller Höganäs–Mölle Järnväg (HMöJ) var en 10 kilometer lång järnvägslinje som sträckte sig mellan Höganäs och Mölle i Skåne från invigningen 1910 till nedläggningen 1963. Banan byggdes av privata aktörer, inte minst hotellägare i Mölle, och av Brunnby kommun. Syftet med banan var att förenkla turistströmmarna till Mölle.

## Bakgrund
Bakom järnvägens byggande låg både det privata näringslivet, i form av exempelvis hotellägare i Mölle, och det offentliga etablissemanget, som till exempel Helsingborgs och Brunnby kommuner. En järnvägskommitté bildades i januari 1905. Dess uppgift var att skaffa fram det kapital som behövdes, men även att föra förhandlingar med markägare utefter banans sträckning. Byggnationen av banan kunde därefter påbörjas den 1 december 1908. Den beräknade kostnaden var 425 000 kronor, men slutnotan stannade på 700 000 kronor. 

## Invigning och drift
Banan invigdes med pompa och ståt den 1 maj 1910. Den rullande materielen hyrdes från Statens Järnvägar (SJ). De vanligaste loken var SJ litt Da och litt W. Banan utnyttjades flitigt på somrarna, men råkade snabbt i ekonomiska svårigheter, då trafikunderlaget var begränsat under resten av året. Redan på senhösten 1914 trädde järnvägsbolaget i likvidation, och trafiken lades ner över vintern 1914–15. Trafiken återupptogs dock den 15 mars 1915. SJ löste in banan den 1 januari 1920 för 360 000 kronor, till stor lättnad för de tidigare ägarna. Banan elektrifierades år 1937, och det vanligaste loket var då litt Pb samt litt D. På 1950-talet ersattes tågen av rälsbussar av typ Y6.

## Stationer
I Höganäs utgick trafiken från början från Höganäs Nedre station, men när Höganäs Centralstation byggdes år 1919, utgick trafiken därifrån. Via den så kallade Mölleporten, en viadukt över Höganäsbolagets spår, kom man fram till stationen Strandbaden. Dess stationsbyggnad, liksom de två följande stationerna, har en karaktäristisk sockertoppsform. Nästa station var Nyhamnsläge vars byggnad idag är riven. I Nyhamnsläge fanns ett stickspår till Nyhamns Trävaruaffär, som var den enda industri som utnyttjade järnvägen. Den näst sista stationen var Krapperup, som byggdes av baron Gyllenstierna på Krapperups slott. Strandbadens och Krapperups stationer har restaurerats i sen tid, medan Nyhamnsläge revs 1986. Vid banan fanns vidare två banvaktsstugor, en i Strandbaden och en i Vattenmöllan.
Slutstationen var Mölle, där banans enda lokstall fanns, med plats för två lok. Där fanns även en 15 meters vändskiva. Förutom det stora stationshuset, fanns också ett godsmagasin och en postbyggnad. Stationshuset i Mölle övertogs först av Brunnby landskommun, efter kommunreformen 1971 av Höganäs kommun. Huset fick länge förfalla, och var rivningshotat, innan det övertogs och renoverades av Mölle byförening år 1979.
Arkitekter till  alla stationsbyggnaderna utefter Möllebanan var Ewe och Melin Arkitektkontor. En ombyggnad av Mölle station år 1928 ritades av SJ:s chefsarkitekt Folke Zettervall.

## Nedläggning
Sista tåget avgick den 27 september 1963. Denna resa filmades. Rälsen revs genast upp och banvallen är idag en gång- och cykelväg mellan Höganäs och Mölle. Stationshusen, utom det i Nyhamnsläge, finns kvar. I stationshuset i Mölle har byföreningen sin verksamhet. I annexet finns konstgalleriet Galleri Stationen, där olika konstnärers verk ställs ut. Byggnaderna är upprustade. En kombinerad belysnings- och spännstolpe finns kvar, liksom en stoppbock, fundamentet till vattenkastaren och lämningar av lokstallet.
Möllebanan uppmärksammades i Henrik Ranbys examensarbete Bebyggelse vid Höganäs-Mölle järnväg (Göteborgs universitet 1988, delvis publicerad i Spår, järnvägsmusei vänner årsbok 1988. Hösten 2013 anordnades en särskild utställning om Möllebanan på Höganäs Museum. Möllebanan beskrivs också i bokverket Höganäs historia, del 2 (2013), s. 294-300.

## Direkttåg från Berlin och Stockholm
En vida spridd uppfattning är att det gått direkttåg eller direktvagn Berlin-Mölle. Inga hållbara bevis för detta har dock presenterats. Bättre Berlin-förbindelser diskuterades sommaren 1914, någon vecka före Första världskrigets utbrott, men planerna sattes av allt att döma aldrig i verket.
I de tyska järnvägarnas tidtabell för 1914 är emellertid tidtabellen för Mölle kodad för kursvagnar, vilket kan tala för att en sådan förbindelse faktiskt funnits.
Efter svenska statens övertagande av banan började det gå direkta nattliga kursvagnar Stockholm-Mölle. Dessa fanns kvar åtminstone fram till 1930-talet.

## Bildgalleri

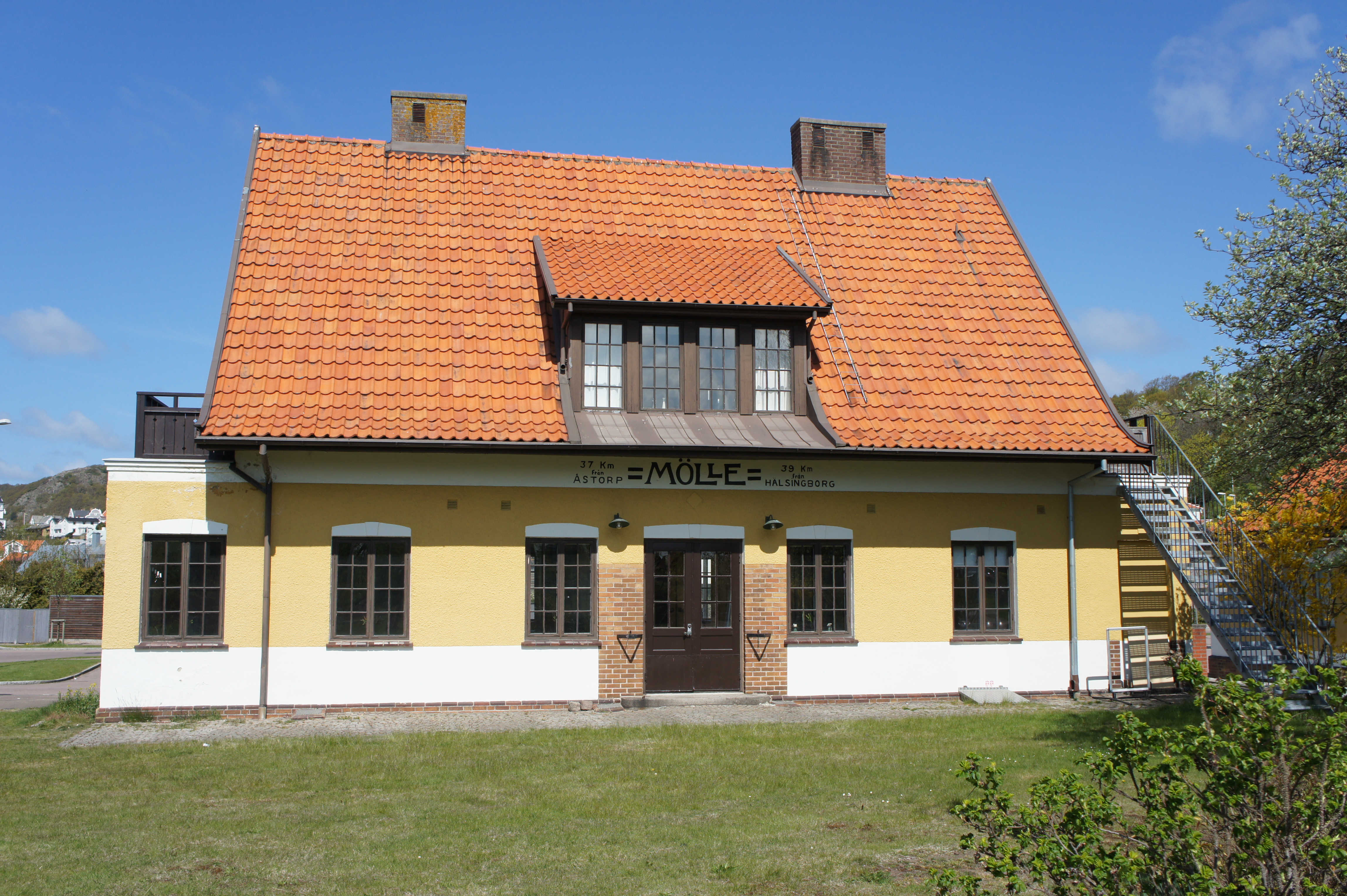
Stationshuset i Mölle år 2011, idag hemvist för Mölle byförening.
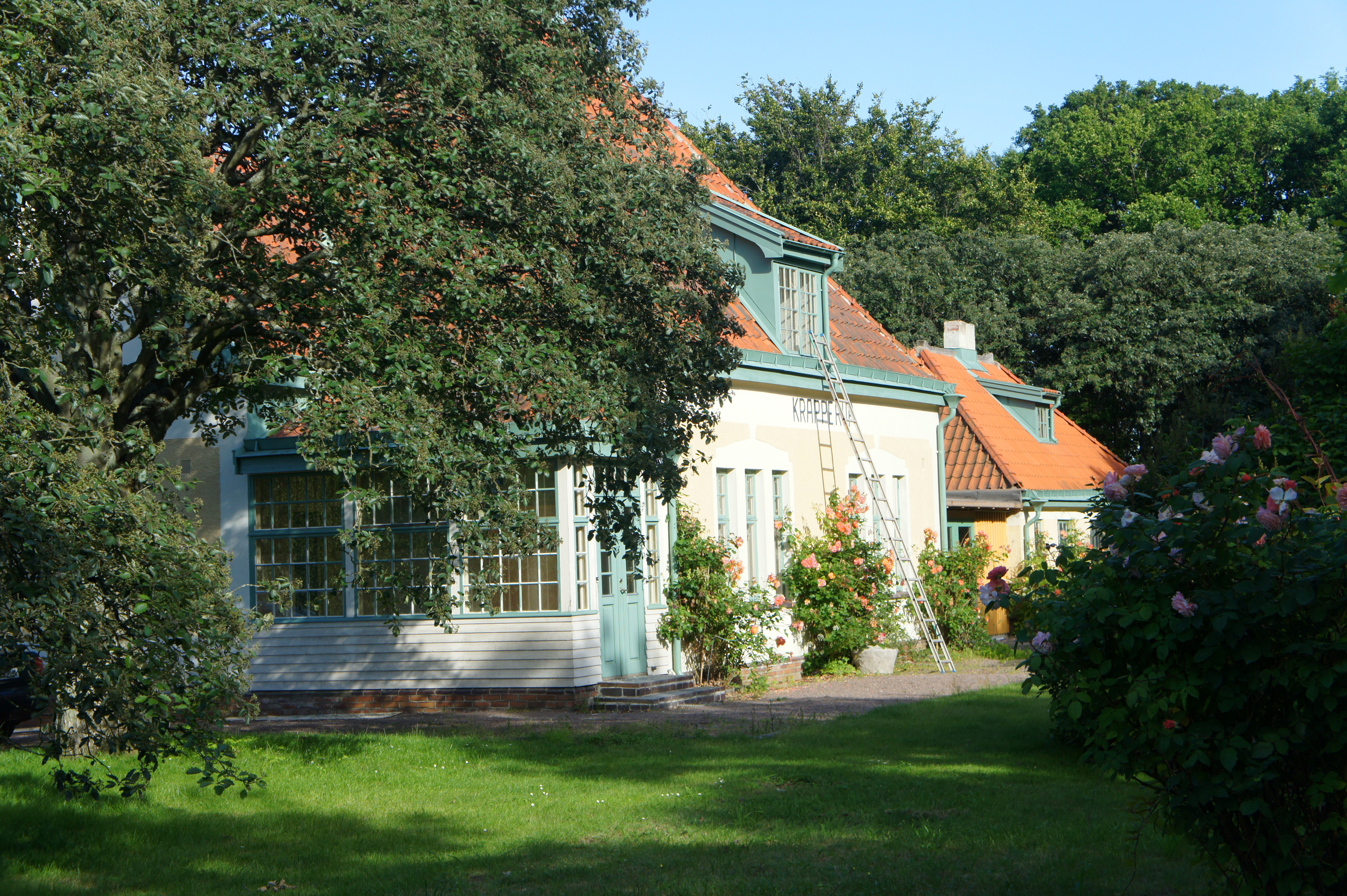
Krapperups stationshus 2011
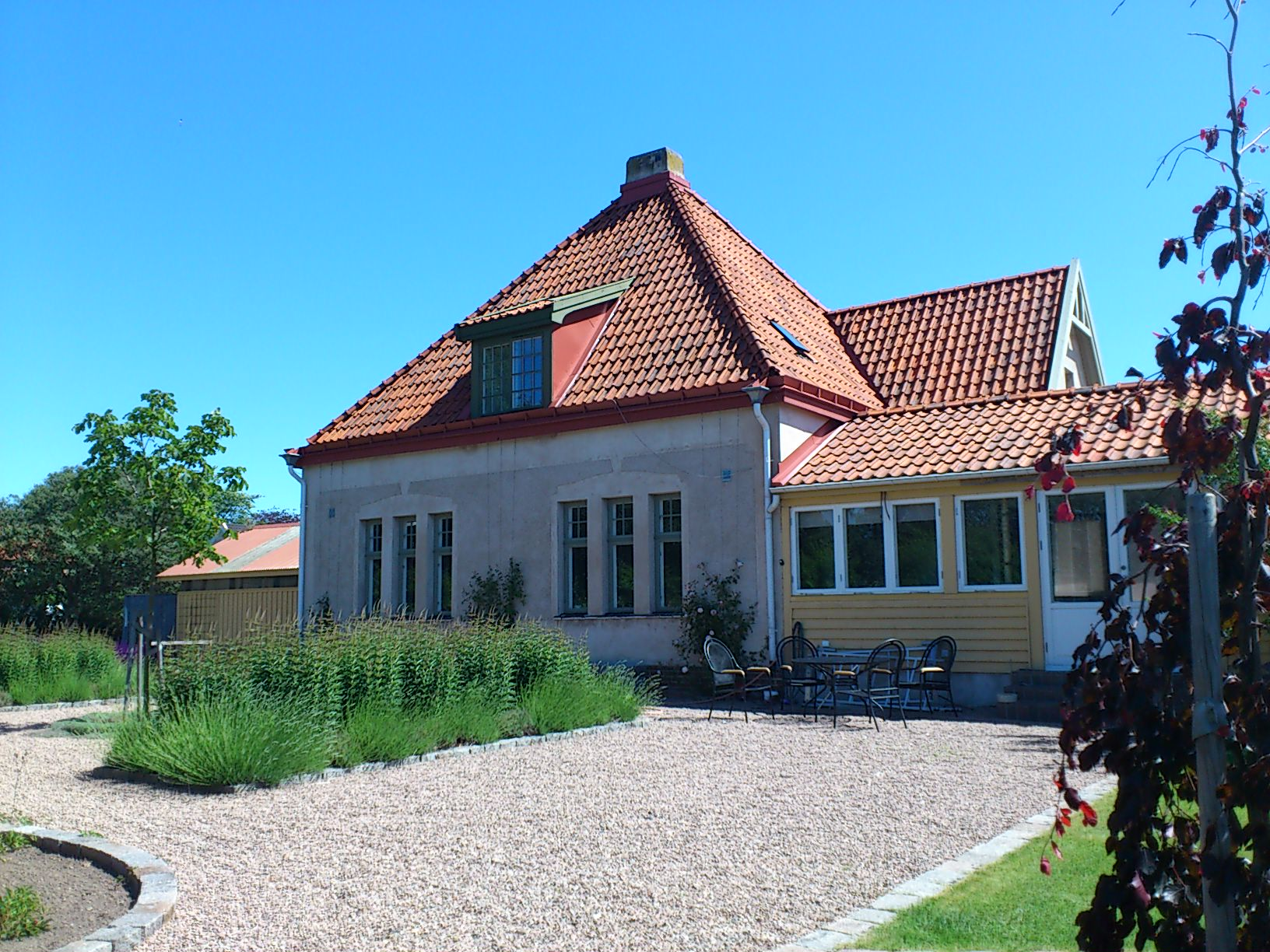
Stationshuset i Strandbaden 2011
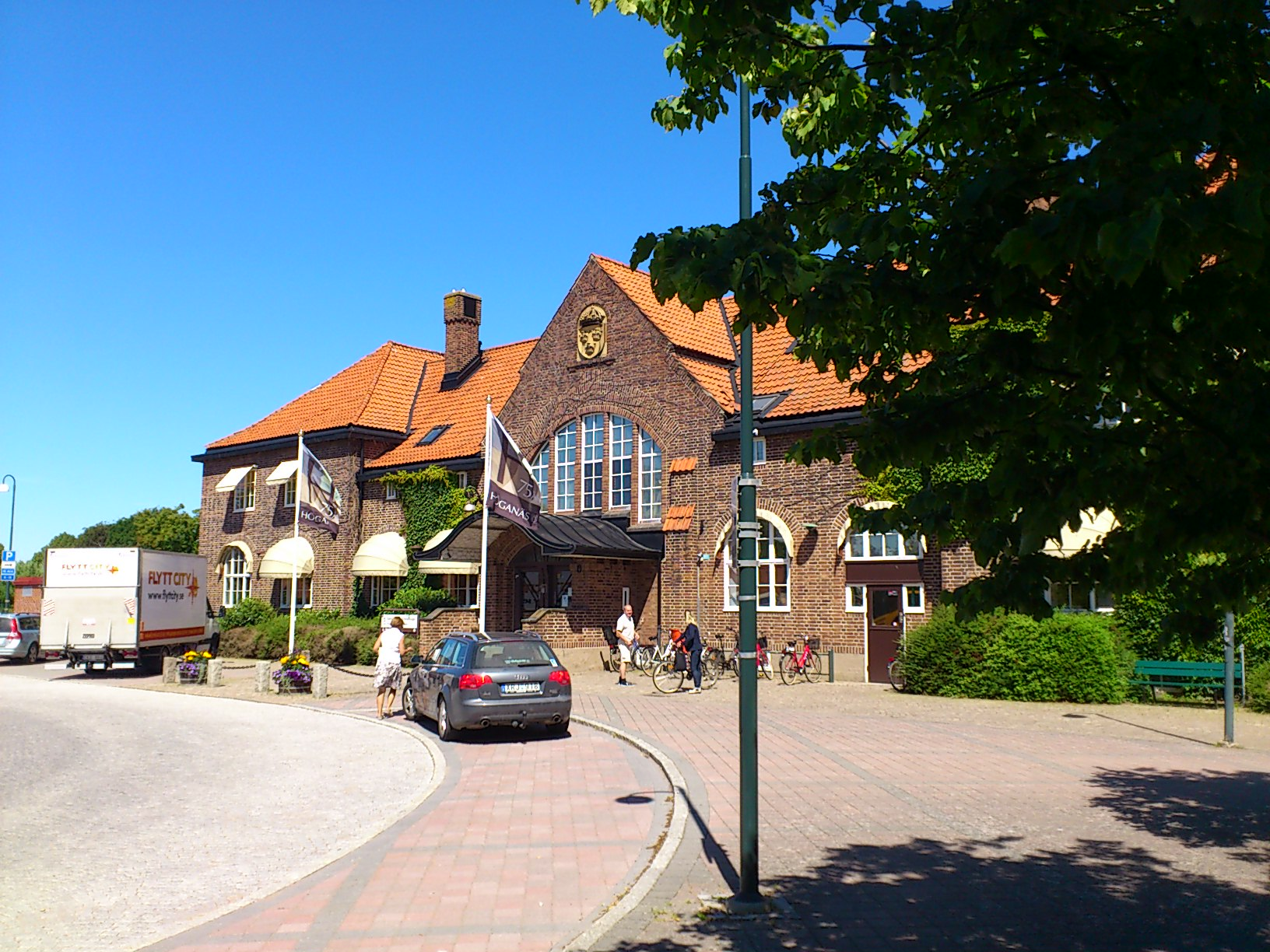
Stationsbyggnaden i Höganäs år 2011
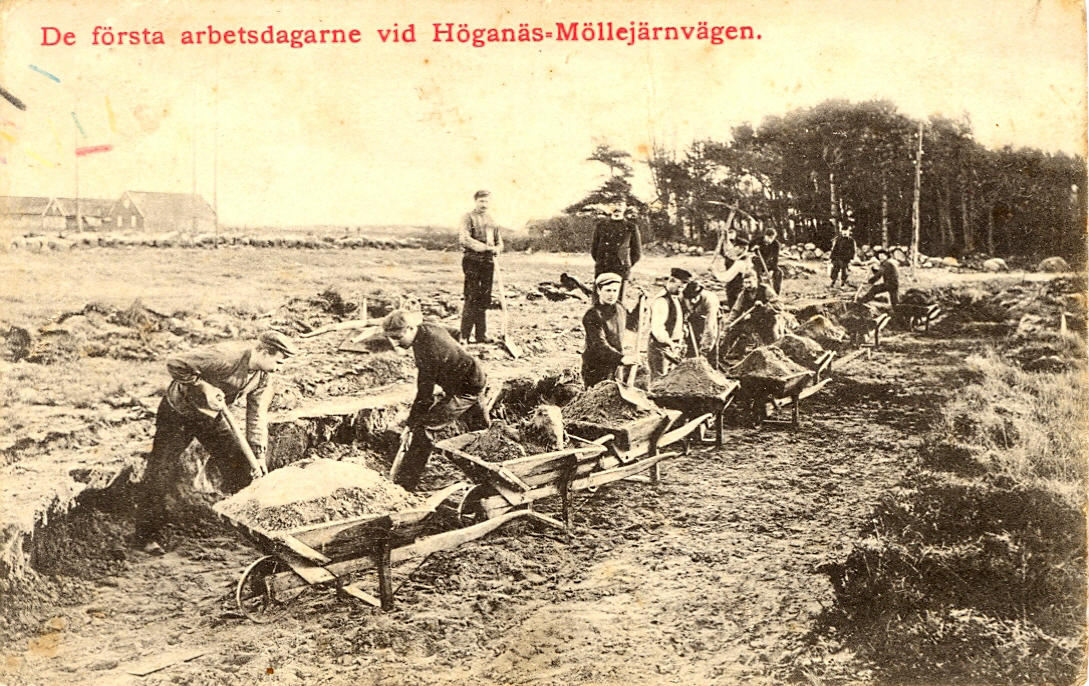
Möllebanan under byggnad december 1908
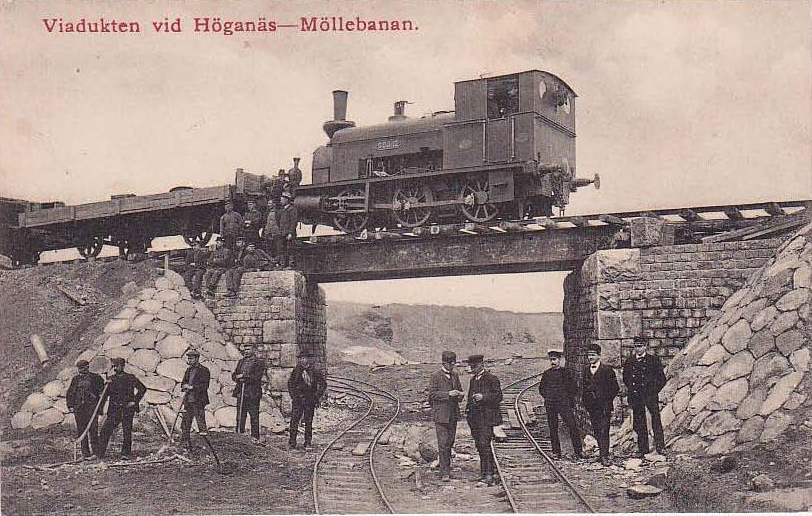
"Mölleporten" i Höganäs ca år 1910
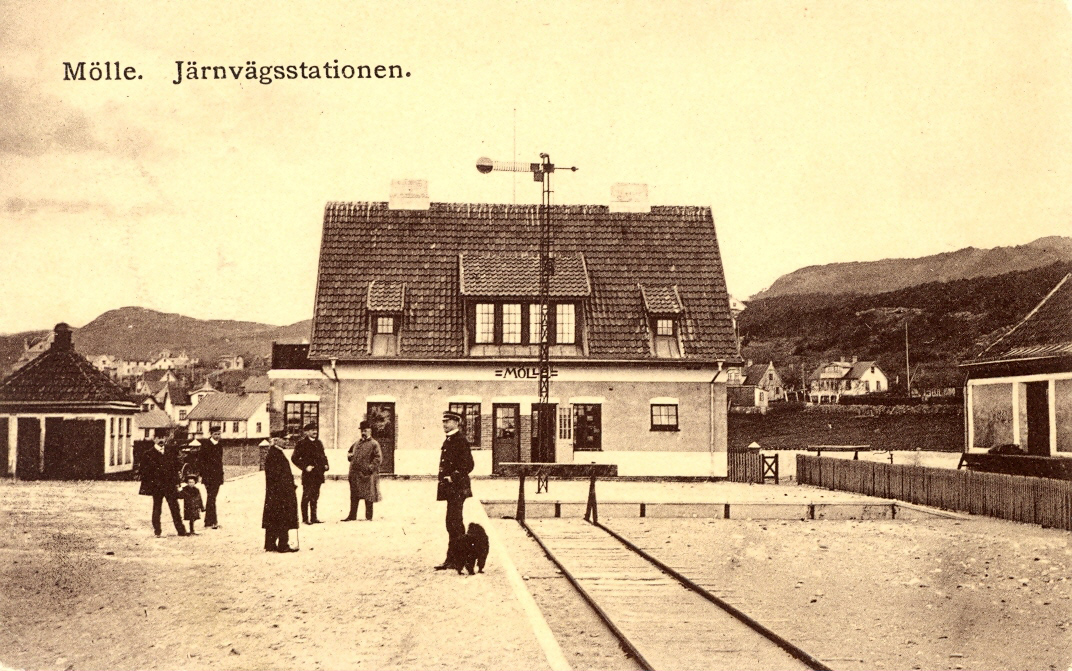
Järnvägsstationen i Mölle år 1910
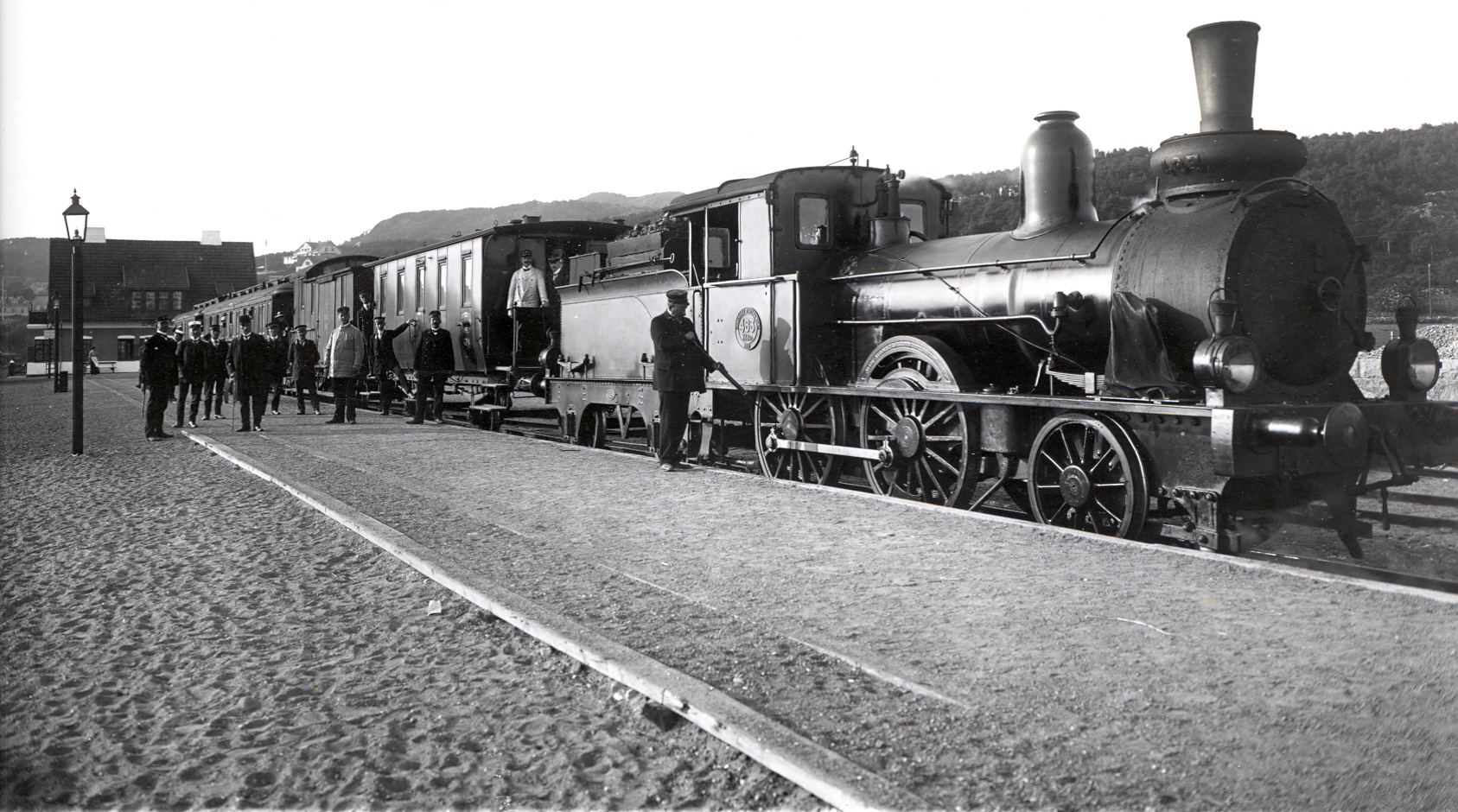
Ånglok litt VKBa2 Nr. 483 vid Mölle järnvägsstation ca 1910

### Video
- Berndt Månsson, Gunnar Gunnarsson: Sista tåget till Mölle 1910–1963. B-M Produktion Helsingborg 2003

### Webbkällor
- Höganäsföretagarna
- Om Västkustbanan
- Mölle byförening
- Galleriverksamhet[död länk]
- Länsstyrelsen – Särskilt värdefulla kulturmiljöer i Skåne